# Papa

Papa (lat. otac, tata), također i Sveti Otac, naziv je za poglavara Katoličke Crkve, kao i službeni naziv obojice aleksadrijskih patrijarha (poglavara Koptske pravoslavne i Koptske katoličke Crkve).
Ovaj članak obrađuje pojam pape kao poglavara Katoličke Crkve i Svete Stolice, subjekta crkvene jurisdikcije i poglavara suverene države Vatikana.
Vrijeme koje papa provede na čelu Crkve naziva se pontifikatom, a njegovo prijestolje Apostolska Stolica (lat. Cathedra Petri). Od 1871. godine, papinska Apostolska palača nalazi se na Trgu svetog Petra uz vatikansku baziliku, dok je papinska katedrala Bazilika sv. Ivana Lateranskog.
Trenutni papa je Lav XIV.

## Povijest
Sam se naziv papa izvorno rabio na Istoku i njime su se označavali episkopi, igumani pa čak i obični svećenici. Do 3. stoljeća to je uobičajeni naslov za biskupe, a od 5. stoljeća počasni naziv rimskog biskupa. Prema katoličkoj i tradicijama nekih drugih kršćanskih Crkava, papa je nasljednik apostola Petra, koji je bio prvi rimski biskup i najvjerojatnije 67. godine umro mučeničkom smrću u Rimu.
U Prvoj poslanici Korinćanima rimskog biskupa Klementa iz 98. godine rimski biskup zahtijeva vraćanje odbjeglih prezbitera, a u vezi s mučeničkom smrću Petra i Pavla u Rimu. U Novome zavjetu spominju se trojica papa: Petar (Mt 16,18), Lino (2 Tim 4,21) i Klement (Fil 4,3).
U povijesti Katoličke crkve samo se ime papa pojavljuje na nadgrobnom spomeniku Marcelina (†304.), a prvi se papom službeno naziva rimski biskup Siricije (385. – 399.), dok sam naziv papa za sve rimske biskupe uvodi papa Grgur I. Veliki (590. – 604.).  Osim što rimski biskupi nose naziv papa, u povijesti je poznato više naslova rimskog biskupa. Pa se tako, primjerice, papa Grgur I. Veliki nazvao Servus servorum Dei (hrv. Sluga slugu Božjih). Danas se rabi i naziv Summus Pontifex (Vrhovni svećenik), što je nekoć bio naziv i za biskupe.
Do vremena pape Grgura I. Velikog, rimski se biskupi označavaju naslovom Pontifex Maximus, koji je uveo papa Lav I. Veliki (440. – 461.), a čije ime potječe iz razdoblja rane Rimske Republike. Naslov Pontifexa Maximusa, vrhovnog svećenika, nosili su rimski carevi sve do vremena suosnivača jedinstvene Crkve cara Gracijana (375.), koji se pod utjecajem sv. Ambrozija Milanskog, tijekom arijanskog sukoba, odbija nazvati Pontifexom Maximusom.
U srednjem vijeku bilo je razdoblja kad je istovremeno postojalo više papā, jer je u isto vrijeme uz kanonski izabranog papu postojao i protupapa. Razlog tome bila je podjela unutar samog Kardinalskog zbora ili samovolja rimskih careva ili rimskih vlastelinskih obitelji. Događalo se tako da su istovremeno dvojica ili trojica prelata tvrdili da su pape.
Bilo je više papa koji su bili prognani iz Rima i umrli u progonstvu. Pape su napustili Rim i obitavali u Avignonu u Francuskoj od 1305. do 1377. godine, što je poznato kao Avignonsko sužanjstvo.

## Zanimljivosti
Tijekom pontifikata kroz povijest bilo je i nekih zanimljivosti, pa je tako, primjerice, papa Silverije (536. – 537.) bio sin pape Hormizde (514. – 523.), a dvojica braće naslijedili su jedan drugog na Apostolskoj stolici. O nekim papama, posebice onima iz prvih stoljeća, zna se vrlo malo ili ništa (npr. o papi Urbanu I. (222. – 230.). Vrijeme trajanja pontifikata papa također je vrlo različito. Najkraći pontifikat imao je Stjepan (II.), koji je 752. godine izabran za papu, ali je poslije tri dana umro bez biskupskoga ređenja te se ne nalazi na popisu papa. Posljednji papa s kratkim pontifikatom (samo 33 dana) bio je papa Ivan Pavao I., prethodnik Ivana Pavla II. Za svetog Petra obično se drži da je upravljao Crkvom 37 godina, a papa Ivan Pavao II. više od 26 godina.
Biti biskupom Rima bila je vrlo zahtjevna uloga, o čemu govori i slučaj pape Formoza (891. – 896.), koji je tijekom svojeg pontifikata stekao veliki broj neprijatelja pa su nakon njegove smrti bili iskopani njegovi posmrtni ostatci i bilo mu je suđeno za brojne grijehe koje je navodno počinio. Proglašen je krivim i odsječena su mu tri prsta i zakopan je u običan grob. Međutim, ubrzo je bio ponovno otkopan i bačen u rijeku Tiber.
Celestin V. (1294.), krsnog imena Pietro del Morrone, bio je pustinjak poznat po svojoj pomoći siromašnima, toliko skroman da je čak i živio u maloj špilji. Kardinali izbornici bili su toliko ganuti tom njegovom žrtvom da su ga dugo vremena nagovarali da se prihvati papinstva, što je na kraju i učinio, ali je kao papa proživio samo 6 mjeseci. Za razliku od njega Španjolac, papa Aleksandar VI., svjetovnog imena Rodrigo de Borgia bio je bogati vinogradar koji je kupio prijestolje, živio je poročno i, prema nekim izvorima, imao čak devetero djece. Najpoznatiji su od njih kći Lucrezia i sin Cesare. Po njegovoj smrti, tijelo je bilo danima nepokopano. Još jedan među poznatijim papama bio je i Lav X. (1513. – 1521.), koji je ekskomunicirao Martina Luthera, dozvolo indulgenciju.
Jedan od kurioziteta u povijesti papa je i takozvano proročanstvo Svetog Malahija po kojem će posljednji papa nositi ime Petar II. To se proročanstvo nije ostvarilo s obzirom na to da se isti trebao izabrati na konklavi 2013.

## Službeni naslovi
- Biskup Rima,
- Vikar Isusa Krista,
- Nasljednik prvaka apostola,
- Summus Pontifex, vrhovni poglavar cijele Crkve
- Zapadni patrijarh (papa Benedikt XVI. ne upotrebljava ovaj naslov, no papa Franjo ga vraća 2024.[1]),
- Primas Italije,
- Nadbiskup i metropolit rimske crkvene pokrajine
- Suveren države Vatikan,
- Servus Servorum Dei (Sluga slugu Božjih)

## Papinska obilježja i simboli
- Papinska tijara ili Triregnum –  stilizirana biskupska kapa, okrunjena trima krunama. Posljednja trojica papa odbila su biti krunjena, nego su na svečanoj inauguraciji (ustoličenju) nosili običnu biskupsku kapu - mitru. Krunu je prodao po savjetu saborskih otaca papa Pavao VI. i od tog novca izgradio naselje za beskućnike u predgrađu Rima. Za razliku od kardinala, papa nema kardinalski štap, nego se služi palicom koja završava Raspelom (potječe iz 13. stoljeća).
- Ključevi Carstva Nebeskog – slika dvaju ukrštenih ključeva, zlatnog i srebrnog, spojenih crvenih konopcem (prema Mateju 16:19, Kristova izjava o Petrovom autoritetu:

»Tebi ću dati ključeve kraljevstva nebeskoga, pa što god svežeš na zemlji, bit će svezano na nebesima;
 a što god odriješiš na zemlji, bit će odriješeno na nebesima.«
Simbolizira dvije nadležnosti Crkve, nad Zemljom i Nebom. Srebrni ključ simbolizira moć vezivanja i razvezivanja na Zemlji, a zlatni na Nebu.
- Papinski prsten (Ribarev prsten, (lat. anulus piscatoris)  – zlatni prsten sa slikom svetog Petra u čamcu, koji baca mrežu, s imenom pape koji ga nosi. Prsten se prvi put spominje 1265. godine u pismu pape Klementa IV. svojem nećaku, gdje se govori da su pape običavale ovjeravati javne obrasce s oko vrata obješenom papinskom bulom, a osobna pisma »žigom Ribara«. Prsten na ruku novoizabranog pape stavlja, a po smrti i skida dekan Kardinalskog zbora, koji ga razbija čekićem, što označava i svršetak pontifikata umrlog pape.
- Palij - bijela vunena vrpca koja se stavlja novoizabranom papi prilikom ustoličenja. Na njoj se nalaze dva crveno izvezena križa, a predstavlja težinu službe koju na sebe preuzima novoizabrani papa.

- Umbracullum – baldahin, (tal.: svod od tkanine ili platna nad prijestoljem, posteljom, nosiljkom i sl.[2]), ukrašen crvenim i zlatnim prugama. Prvi ga je rabio papa Aleksandar VI. Do tada ga je nosio čovjek koji je stajao iza pape i uvijek je bio označen grbom dekana Kardinalskog zbora i starim grbom Papinske Države. Danas se to obilježje više ne upotrebljava, ali se još uvijek nalazi unutar bazilike, desno od oltara.
- Papinski grb pape Lava XIV.Papinski grb – prikazuje već objašnjene ključeve iznad kojih se nalazi oslikani štit nad kojim je postavljena srebrna tijara s tri zlatne krune i crvenim trakama (infulama) koje vise sa zadnje strane štita. (Grb pape Benedikta XVI. napušta tradiciju prikazivanja trijare s tri krune, nego iznad štita ima mitru s tri vodoravne zlatne pruge).
- Sedia gestatoria – papinska nosiljka, koju je nosilo dvanaset muškaraca u crvenim odorama. Upotrebljavala se u procesiji nakon izbora novog pape. Novoizabranog papu su u toj nosiljci prenosili od Sikstinske kapele do crkve svetog Petra, gdje se održavalo krunjenje novog pape. Ovu tradiciju ukinuo je papa Ivan Pavao I.

## Izbor novog pape
Vijeće kardinala koje se sastaje radi izbora pape naziva se konklava. Pojam označava i zatvorene prostorije u kojima se provodi taj izbor. Riječ dolazi od latinskog conclave - soba koja se može zaključati.
Za razliku od svih ostalih papa, prvog papu, svetog Petra, izabrao je sam Isus Krist da predvodi crkvu. Prema nekim zapisima, prvi su pape, sve do pape Bonifacija II. (530. –  532.), birali sami svoje nasljednike. Kada je rimski car Konstantin I. Veliki priznao kršćanstvo kao glavnu religiju Rimskog Carstva, i carevi se počinju miješati u izbor pape. Papa Grgur I. Veliki poznat je po gregorijanskim koralima koje je prikupio u zbirci Antifonarij, a također je poznat po pokušaju atentata na njega koji je umalo izveo Kasilije, uz kojega se veže Dalijski pir.
Papa Bonifacije III. (607.) uvodi pravilo da se izbornici smiju sastati za izbor novog pape tek tri dana nakon pokopa starog pape. A na biskupskoj sinodi 769. godine izglasano je da papa može biti samo svećenik ili đakon, a ljudima izvan svećenstva zabranjeno je sudjelovanje u izboru. To pravilo je uzrokovalo veliko negodovanje pa je papa Nikola I. Veliki (857. – 867.) 862. godine vratio pravo sudjelovanja na izboru rimskim vlastelinima.
Za najveću promjenu u načinu izbora pape tog razdoblja zaslužan je papa Nikola II. (1058. – 1061.), koji je odredio da se prilikom izbora novog pape kardinali moraju najprije odlučiti o mogućim kandidatima. Odlučio je i da se izbori mogu održati bilo gdje, ako to nije moguće u Rimu.
Na 10. ekumenskom sinodu 1139. godine, za cjelokupan izbor pape ovlašteni su isključivo kardinali, a tijekom pontifikata pape Aleksandra III. odlučeno je da se novi papa bira dvotrećinskom većinom.
Tijekom pontifikata u povijesti Crkve, bilo je u izboru pape više promjena pravila izbora. Međutim, posljednja pravila dopunio je i dogradio papa Ivan Pavao II. U važećoj konstituciji »Universi dominici gregis« iz 1996. godine pravo izbora pape pripada Kardinalskom zboru, izuzimajući one kardinale koji na dan smrti pape navršavaju 80. godinu.

## Politička uloga
Iako rastuća kristijanizacija Rimskog Carstva u 4. stoljeću nije omogućila biskupima posjedovanje vlasti nad državom, postupno slabljenje carske moći tijekom 5. stoljeća pape i biskupi uključuju se i u javni politički život u gradovima zapadnog Rimskog Carstva. Tako je papa Lav I. Velikig u ratu protiv hunskog vođe Atile 452. godine u njegovu osvajačkom pohodu na Italiju. S vremenom utjecaj pape na svjetovni život raste i 756. godine nakon drugog franačko-langobardskog rata franački vladar Pipin Mali daje papi područja koja je osvojio langobardski vladar Aistufl, što čini osnovu za stvaranje buduće Papinske Države. U cilju jačanja svojeg političkog položaja, papa Lav III. kruni Karla Velikog za rimskog cara, što vodi ka stvaranju budućeg Svetoga Rimskog Carstva. Otada pape krune sve vladare Svetog rimskog Carstva, sve do cara Karla V. Kasnije je papa Pio VII. prisustvovao Napoleonovoj krunidbi, kada se car sam okrunio. Tijekom talijanskog Risorgimenta 11. rujna 1870. godine, Papinska Država, nakon povlačenja francuskih postrojbi iz Rima zbog francusko-pruskog rata, zajedno s Rimom ulazi u ujedinjenu Italiju. Papa ostaje u Vatikanu i njegov položaj je zakonski određen u svibnju 1871. godine, čime Vatikan, bazilika sv. Ivana Lateranskog i papinska ljetna rezidencija Castel Gandolfo ostaju u posjedu pape i u kojima mu je zajamčen suverenitet. Papa Pio IX., kao i njegovi nasljednici na Apostolskoj stolici, Lav VIII. i Pio X., u želji za ponovnom uspostavom Papinske Države, odbijaju priznati novu ujedinjenu Italiju, a Pio IX. sam sebe naziva »zatočenikom u Vatikanu«. 
Pape su na različite načine kroz povijest gradile svoju ulogu u političkom životu za svojega pontifikata. Tako su pape renesansnog razdoblja, kao što su pape Aleksandar VI. i Julije II., zapovjednik i državnik, svoju političku ulogu najviše gradili kao kršćanski vladari, koji su osim svoje crkvene moći, posjedovali i svjetovnu moć. Pape, kao što su Grgur VII. i Aleksandar III., su pak svoju političku moć i ovlasti zasnivali na svojem utjecaju kao duhovni poglavari (Supremus Pontifex) Svetog rimskog Carstva. 
Neki od najpoznatijih primjera papinskog političkog utjecaja tijekom povijesti ogledaju se u odlukama kao što su:
- Bula Laudabiliter iz 1155. godine - daje se blagoslov engleskom kralju Henriku II. za napad na Irsku,
- Bula Inter Caeteras iz 1493. godine – sporazum iz Tordesillasa, kojim se provodi podjela Novog svijeta između Španjolaca i Portugalaca,
- Bula Regnans in Excelsis iz 1570. godine – odluka pape Pija V. kojom izopćuje englesku kraljicu Elizabetu I., ali i njezine nasljednike, iz Crkve.
- Bula Inter Gravissimas iz 1582. godine – odluka pape Grgura XIII. o uvođenju gregorijanskog kalendara za računanje vremena

## Stav o papi u drugim Crkvama

### Pravoslavlje
Pravoslavci papi priznaju prvenstvo u časti, između prvih pet starih crkvenih sjedišta (Rim, Carigrad, Aleksandrija, Antiohija, Jeruzalem), no ne priznaju mu pravo zadiranja u disciplinska pitanja unutar pojedinih mjesnih crkava. Isto tako, ove crkve ne prihvaćaju dogmu o papinoj nezabludivosti.

### Protestanti
Također ne priznaju papinu nezabludivost u pitanjima vjere, primat, niti ga smatraju Kristovim namjesnikom na zemlji.
Neke protestantske zajednice smatraju ga Antikristom. Ian Paisley, pastor Prezbiterijanske crkve i zastupnik u Europskom parlamentu, javno ga je 1988. napao u Europskom parlamentu. Slična stajališta o papi su imali i Martin Luther, John Frith, Jan Hus, Lord Cobham, John Knox, Nicholas Ridley, Thomas Cranmer, Jean Calvin, John Wycliffe i dr.

## Unutarnje poveznice
- Popis papa
- Hijerarhija Katoličke Crkve
- Habemus Papam

## Vanjske poveznice
- www.vatican.va - službene vatikanske stranice